# Hongsalmun

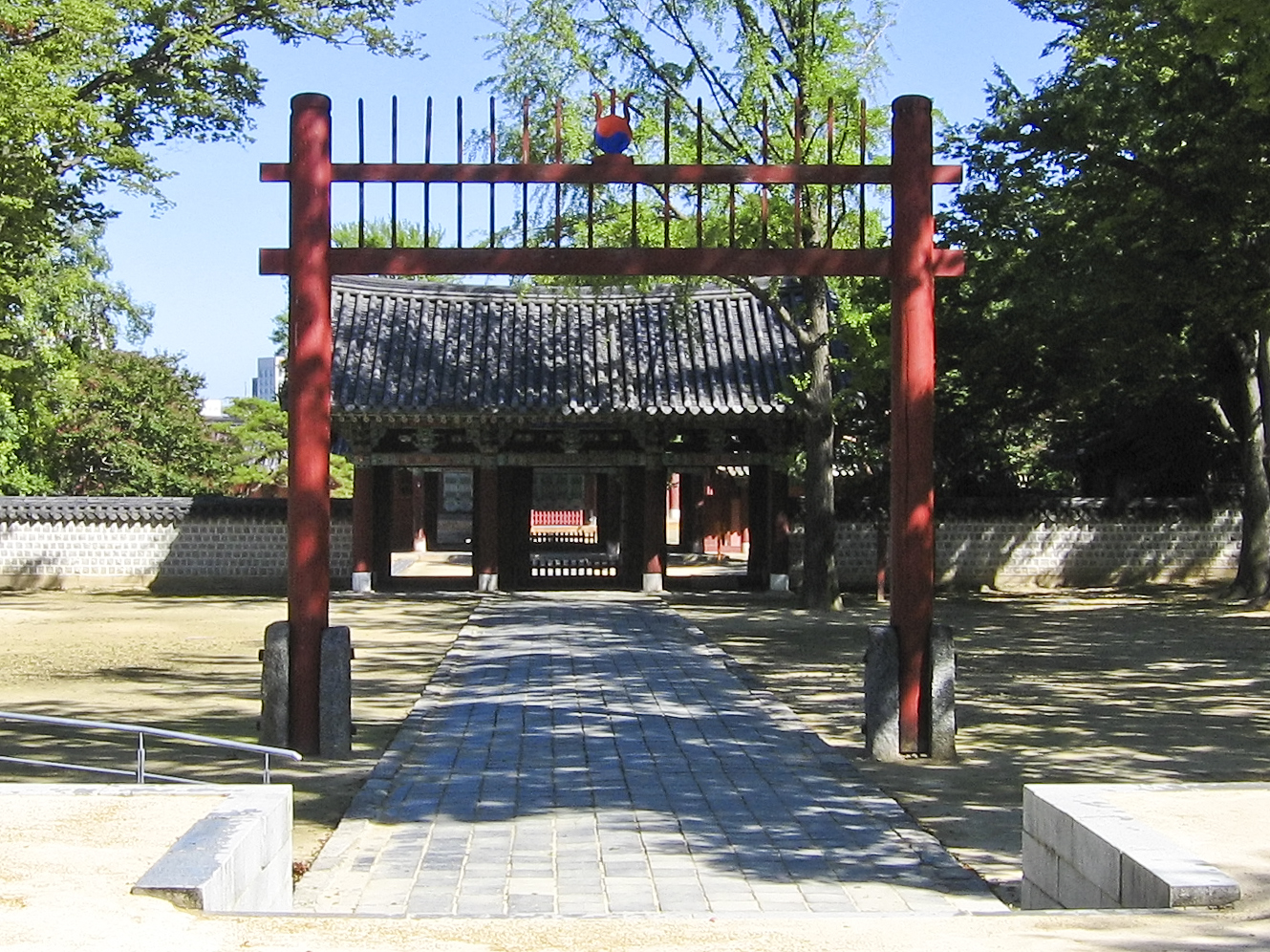
L'Hongsalmun del tempio della dinastia Yi di Jeonju

Un hongsalmun (홍살문?, 紅箭門?) è un portale d'accesso coreano che porta a una zona sacra. È costituito da due pali circolari posti verticalmente e due barre trasversali. Non ha tetto o porta e c'è il simbolo di Trishula e l'immagine del Taegeuk. Un hongsalmun è solitamente eretto per indicare un sito del Confucianesimo coreano, come templi, tombe e accademie come hyanggyo e seowon. Significa letteralmente "cancello con le frecce rosse" per indicare le punte sulla sua cima. In passato queste non esistevano.